# Huapaltepec
Huapaltepec är en ort i Mexiko.   Den ligger i kommunen Chignautla och delstaten Puebla, i den sydöstra delen av landet, 180 km öster om huvudstaden Mexico City. Huapaltepec ligger 2 467 meter över havet och antalet invånare är 331.
Terrängen runt Huapaltepec är bergig, och sluttar norrut. Runt Huapaltepec är det ganska tätbefolkat, med 179 invånare per kvadratkilometer. Närmaste större samhälle är Teziutlan, 7,2 km nordost om Huapaltepec. I omgivningarna runt Huapaltepec växer huvudsakligen savannskog.